# XPde
O XPde é um gerenciador de janelas para o sistema operacional Linux, que tenta imitar a aparência gráfica do Windows XP, tentando facilitar possíveis usuários que venham migrar de um sistema operacional para outro.
Vale destacar que não se trata de uma adaptação ou emulação de nenhum componente do sistema operacional da Microsoft, mas, apenas, de criar um ambiente gráfico bastante similar ao XP.